# Der Verkehrsanwalt
Der Verkehrsanwalt ist eine juristische Fachzeitschrift in Deutschland. Sie wird vierteljährlich vom Geschäftsführenden Ausschuss der Arbeitsgemeinschaft Verkehrsrecht im Deutschen Anwaltverein herausgegeben, der auch Mitherausgeber der thematisch noch breiter gefassten Zeitschrift für Schadensrecht ist. Der Verkehrsanwalt ist das Mitteilungsblatt der Arbeitsgemeinschaft, wird aber auch häufig im Bestand öffentlicher Bibliotheken geführt.
Der Verkehrsanwalt veröffentlicht Interviews, Berichte von Tagungen, Aufsätze und Rezensionen anderer Publikationen mit verkehrsrechtlichen Bezügen. Großen Raum nimmt die Veröffentlichung von aktuellen Urteilen aller Instanzen zum Verkehrsrecht (Verkehrszivilrecht, Verkehrsstrafrecht und -ordnungswidrigkeitenrecht, Fahrerlaubnisrecht, Zulassungsrecht) ein.
Der Begriff „Verkehrsanwalt“ ist hier missverständlich. Gemeint ist der Anwalt, der sich mit Verkehrsrecht beschäftigt. Es handelt sich in der Regel nicht um den sogenannten „Korrespondenzanwalt“, der gelegentlich auch „Verkehrsanwalt“ genannt wird.